# (10347) Муром
(10347) Муром (лат. Murom) — малое тело солнечной системы, обращается вокруг Солнца за 3 года 259 дней, при среднем расстоянии 2.39 а. е. Был обнаружен 27 апреля 1992 года в Европейской южной обсерватории Эриком Эльстом. Назван в честь старинного русского города Мурома (основан в 862 году), который находится во Владимирской области, на реке Оке.